# Крату (Португалія)
Кра́ту (порт. Crato; МФА: [ˈkɾa.tu]) — муніципалітет і містечко в Португалії, в окрузі Порталегре. Розташований у східній частині країни, на теренах історичної португальської провінції Алентежу. Належить до Порталегрівсько-Каштелу-Бранківської діоцезії Католицької церкви в Португалії. Права міського самоврядування має з 1232 року. Поділяється на 4 парафії. За адміністративним поділом, чинним до 1976 року, був складовою провінції Верхнє Алентежу. Площа муніципалітету — 398,07 км², населення муніципалітету — 3708 ос. (2011); густота населення — 9,31 осіб/км²
. Патрон — Діва Марія. Святковий день муніципалітету — 1-й понеділок після Пасхи. Поштовий індекс — 7430.  Код місцевої адміністративної одиниці — 1206. Складова статистичного регіону Алентежу.

## Географія
Крату розташоване на сході Португалії, в центрі округу Порталегре.
Крату межує на півночі з муніципалітетом Ніза, на північному сході — з муніципалітетом Каштелу-де-Віде, на сході — з муніципалітетом Порталегре, на південному сході — з муніципалітетом Монфорте, на південному заході — з муніципалітетами Алтер-ду-Шан і Понте-де-Сор, на північному заході — з муніципалітетом Гавіан.

## Історія
1232 року португальський король Саншу II надав Крату форал, яким визнав за поселенням статус містечка та муніципальні самоврядні права.
- Пріор Кратський

## Населення
| Кількість мешканців | Кількість мешканців | Кількість мешканців | Кількість мешканців | Кількість мешканців | Кількість мешканців | Кількість мешканців | Кількість мешканців | Кількість мешканців | Кількість мешканців | Кількість мешканців | Кількість мешканців | Кількість мешканців | Кількість мешканців | Кількість мешканців | Кількість мешканців |
| ------------------- | ------------------- | ------------------- | ------------------- | ------------------- | ------------------- | ------------------- | ------------------- | ------------------- | ------------------- | ------------------- | ------------------- | ------------------- | ------------------- | ------------------- | ------------------- |
| 1864                | 1878                | 1890                | 1900                | 1911                | 1920                | 1930                | 1940                | 1950                | 1960                | 1970                | 1981                | 1991                | 2001                | 2011                |                     |
| 4 794               | 4 905               | 5 294               | 6 074               | 7 159               | 7 747               | 8 253               | 9 216               | 9 973               | 8 642               | 6 505               | 5 642               | 5 064               | 4 348               | 3 708               |                     |